# سارة عيدان
سارة عيدان عارضة وملكة جمال العراق لعام 2017 وممثلة العراق في مسابقة ملكة جمال الكون 2017.

## حياتها
ولدت سارة عام 1990 وترعرعت في بغداد، والديها في الأصل ينحدران من مدينة الحلة في بابل. وهي مطربة وكاتبة للاغاني من قبل المهنة وتخرجت بشهادة في فنون الأداء.
بعد غزو العراق في عام 2003، عملت سارة مع قوات التحالف بقيادة الولايات المتحدة في بغداد عام 2009 والتي من خلالها حصلت على فرصة للسفر إلى الولايات المتحدة.
شاركت سارة في مسابقة ملكة جمال العراق في الولايات المتحدة، أقيمت المسابقة في ولاية ميشيغان بتاريخ 25 مارس 2016 وحضرها عدة فنانين أبرزهم حسام الرسام، فازت سارة عيدان بلقب ملكة جمال العراق في أميركا أما الوصيفة الأولى فكانت ليليان فاروق، وحصدت لورد حنا لقب الوصيفة الثانية ونالت أنوار حسين لقب الوصيفة الثالثة.
سارة عيدان شاركت في فيلم القرد بيتكلم وقامت بغناء وكتابة وتلحين أغنية الفيلم بعنوان "Just For You" الأغنية باللغة الإنجليزية، والفيديو كليب من إخراج نادر ناجي، أصدر في تاريخ 3 فبراير 2017.
وفي 28 ديسمبر 2023، أثارت موجة من الاستياء على مواقع التواصل الاجتماعي، بعد أن نشرت صورا على حساباتها على مواقع التواصل الاجتماعية في أثناء زيارة إلى غلاف غزة وهي ترتدي زيًا عسكريًا، مظهرة تعاطفها وتضامنها مع إسرائيل إثر هجوم "طوفان الأقصى" الذي نفذته حماس في 7 أكتوبر 2023.

## تتويجها بلقب ملكة جمال العراق
في 1 تشرين الثاني في حفل عقد في مقر منظمة ملكة جمال العراق في القادسية ببغداد. وقد تم اختيارها بالتشاور مع منظمة ملكة جمال الكون وبعد تجريد فيان السليماني من اللقب بسبب مخالفتها لقواعد المسابقة. وتم تتويج ملكة جمال الكون العراق من قبل ملكة جمال العراق لعام 16-2015 شيماء قاسم.

## ديسكوغرافيا

### الأغاني
| العنوان        | السنة | الألبوم                  |
| -------------- | ----- | ------------------------ |
| "Just For You" | 2017  | أغنية لفيلم القرد بيتكلم |

## روابط خارجية
لا توجد روابط لمواقع التواصل الاجتماعي.